# بوجا بوس
بوجا بوس هي عارضة وممثلة هندية، ولدت في 6 فبراير 1985 في الهند.

## وصلات خارجية
- بوجا بوس على موقع IMDb (الإنجليزية)
- بوجا بوس على موقع قاعدة بيانات الفيلم (الإنجليزية)